# Faryde Kaid
Marcela Faryde Kaid Escanilla (Santiago, 7 de febrero de 1973) es una actriz de cine, teatro y televisión, presentadora de televisión, modelo, cantante, guitarrista y locutora chilena.

## Biografía
Nació en Santiago de Chile, es de una familia de ascendencia siria.
Inicia su carrera de actriz en 1998 en la serie Mi abuelo, mi nana y yo y en la telenovela Borrón y cuenta nueva, ambas producciones de TVN, ese mismo año postuló como candidata a Miss Universo Chile llegando a las instancias finales.
Egresó de la carrera de Comunicación Escénica y Teatro en la UNIACC. Luego de su egreso ha actuado en varias obras teatrales, entre ellas; Un amor en Brasil, Quitapenas y La Concepción.
Ha actuado en 2 películas; Dos hermanos: En un lugar de la noche y El baño.
Estuvo en la Banda de Pop "Polemika Miró" donde incursionaba como Guitarrista y 3.ª Voz, dicha banda realizó el tema "La Meta Final", tema central del reality show Protagonistas de la fama de Canal 13.
Ha estado dedicada a la conducción de programas de televisión; en su estadía en Telecanal fue conductora de Telemonitos, Click: La maquina de la diversión y Teletiempo. Luego de su salida de Telecanal fue conductora del programa tuerca Tacómetro TV. y en Bonita TV conductora del noticiero del canal.
Además, ha grabado una gran cantidad de comerciales de televisión para Chile y el Extranjero.

## Filmografía

### Cine[1]
| Películas | Películas                             | Películas | Películas |
| Año       | Película                              | Rol       |           |
| --------- | ------------------------------------- | --------- | --------- |
| 2000      | Dos hermanos: En un lugar de la noche | Macarena  |           |
| 2005      | El baño                               | Ángela    |           |

### Telenovelas
| Teleseries | Teleseries            | Teleseries         | Teleseries  |
| Año        | Teleserie             | Rol                | Canal       |
| ---------- | --------------------- | ------------------ | ----------- |
| 1998       | Borrón y cuenta nueva | Camila Paz Aguirre | TVN         |
| 2006       | Cómplices             | Estefanía Romero   | TVN         |
| 2007       | Vivir con 10          | Elvira Roldán      | Chilevisión |

### Teatro
| Teatro | Teatro            | Teatro                | Teatro |
| Año    | Obra              | Dirección             |        |
| ------ | ----------------- | --------------------- | ------ |
| 2005   | Un Amor en Brasil | María Paz Vial        |        |
| 2007   | Quitapenas        | Danilo Pedreros Parra |        |
| 2014   | La Concepción     | Fernando Olivares     |        |

### Series de televisión
- Na' que ver con Chile (Canal 13, 1997) - Grupo de Modelos "Los Patitos"
- Mi abuelo mi nana y yo (TVN, 1998)
- El lado oscuro de la luna
- Casado con hijos (Mega, 2007) - Esposa de Tito Larraín en otra vida
- Infieles (Chilevisión, 2014)

### Programas de televisión
| Programas de televisión | Programas de televisión           | Programas de televisión | Programas de televisión             |
| Año                     | Programas de televisión           | Rol                     | Canal                               |
| ----------------------- | --------------------------------- | ----------------------- | ----------------------------------- |
| 1995-1996               | Para eso estamos                  | Telefonista             | Canal 13                            |
| 2006-2012               | Telemonitos                       | Conductora              | Telecanal                           |
| 2006                    | Teletiempo                        | Conductora              | Telecanal                           |
| 2009                    | Influencia humana                 | Invitada                | Telecanal                           |
| 2010-2011               | Teletón                           | Telefonista             | ANATEL                              |
| 2011-2012               | Click: La maquina de la diversión | Conductora              | Telecanal                           |
| 2012                    | Invierno Fox Sports               | Conductora              | Fox Sports                          |
| 2012-2015               | Tacómetro TV                      | Conductora              | La Red UCV Televisión Vive Deportes |
| 2012 y 2015             | Falabella TV                      | Panelista y Modelo      | UCV Televisión                      |
| 2013 y 2014             | Transmisiones del Hipódromo Chile | Coanimadora             | Teletrak TV                         |
| 2015                    | Noticias                          | Conductora              | Bonita TV                           |
| 2020                    | The Motor Club                    | Conductora              | CNN Chile                           |

### Radio
- LIBI2 (ponradio.com, 2015)

### Discografía[2]
Polemika Miró
- 2003: Mucho más que Dos